# Tártaros da Crimeia
Os tártaros da Crimeia (sg. qırımtatar, pl. qırımtatarlar) ou Crimeanos (sg. qırım, qırımlı, pl. qırımlar, qırımlılar) são um grupo étnico túrquico que originalmente habita a Crimeia. Eles possuem uma língua própria, o tártaro da Crimeia.
Os tártaros da Crimeia e minorias não-russas vivendo na Crimeia são descendentes de uma mistura de turcomanos, búlgaros, pechenegues e quipchacos bem como não túrquicos como (citianos, sármatas, cimérios, alanos, gregos, italianos, godos, adigues) povos que chegaram à Europa Oriental no início do século VII a.C. e venezianos e genoveses que conquistaram o sul da Crimeia no século XIV. As populações não túrquicas foram logo assimiladas pelo grupo túrquico.
Os tártaros da Crimeia são subdivididos em três subgrupos étnicos: os tats (não confundir com o povo tat) que habitavam as montanhas da Crimeia antes de 1944 (aproximadamente 55%), os yalıboylus que viviam na costa sul da península (aproximadamente 30%), e os noğays (não confundir com o povo nogai) — antigos habitantes da estepe da Crimeia (aproximadamente 15%). Os tats e yalıboylus possuem traços caucasianos enquanto os noğays conservam características dos mongóis, habitantes da Ásia Central.
Em tempos modernos, em adição aos que vivem na Crimeia, há uma grande diáspora de tártaros da Crimeia na Turquia, Romênia, Bulgária, Uzbequistão, Europa Oriental e América do Norte, bem como pequenas comunidades na Finlândia, Lituânia, Rússia, Bielorrússia, Polônia e Brasil.

## Localização
Hoje, mais de 250 000 tártaros da Crimeia vivem na península e aproximadamente 150 000 permanecem em exílio na Ásia Central, principalmente no Uzbequistão. Há 5 000 000 de descendentes de tártaros da Crimeia vivendo na Turquia, descendentes daqueles que emigraram nos séculos XIX e XX. [carece de fontes?]. Na região de Dobruja entre a Romênia e a Bulgária, há por volta de 27 000 tártaros da Crimeia: 24 000 do lado romeno e 3 000 do lado búlgaro.

## História

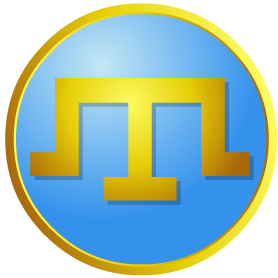
O tanga é um símbolo tradicional dos Tártaros

### Canato da Crimeia
Os tártaros da Crimeia emergiram como nação com a criação do Canato da Crimeia. O canato da Crimeia foi um estado islâmico turcomano localizado numa área sob a influência de diversas potências na Europa Oriental até o início do século XVIII. Os tártaros da Crimeia adotaram o islamismo no século XIII, se tornando um importante centro do mundo islâmico. De acordo com Baron Iosif Igelström, em 1783 havia aproximadamente 1 600 mesquitas e casas religiosas na Crimeia. Em Bakhchisaray, o khan Meñli I Giray construiu o Zıncırlı Medrese (literalmente "Cadeia Madrassa"), um seminário islâmico onde os fiéis têm de se encurvar para entrar, o que simboliza o respeito que os crimeanos têm pelo aprendizado. Meñli I Giray também construiu uma grande mesquita inspirada na Basílica de Santa Sofia (que foi arruinada na década de 1850). Posteriormente, os khans construíram um grande palácio Hansaray em Bakhchisaray, que permanece de pé até os dias atuais. Sahib I Giray padronizou muitos estudiosos e artistas nesse palácio. Durante o reinado de Devlet I Giray o arquiteto Sinan construiu uma mesquita, Cuma Cami, em Kezlev.
Até o início do século XVIII os tártaros da Crimeia eram conhecidos pelas frequentes devastações que promoviam na Ucrânia e Rússia. Em 1571, sitiaram e incendiaram Moscou. Por um longo tempo, até o início do século XVIII o canato da Crimeia manteve um massivo comércio de escravos com o Império Otomano e o Oriente Médio.
Um dos mais conhecidos e importantes portos comerciais foi Teodósia. Alguns pesquisadores estimam que mais de 3 milhões de pessoas, especialmente russos, ucranianos, bielorrussos e poloneses, foram capturados e escravizados durante o Canato da Crimeia no que foi chamado de "a colheita da estepe". As constantes ameaças dos tártaros da Crimeia deram suporte ao aparecimento dos cossacos.
O Canato da Crimeia se tornou um protetorado do Império otomano em 1475, quando o general otomano Gedik Ahmed Paşa conquistou a costa sul da Crimeia. No entanto, os otomanos respeitaram a legitimidade dos khans Giray em governar todo o resto da Crimeia e as estepes, por causa da sua linhagem Chingizid. A aliança com os otomanos se tornou um importante fator na sobrevivência do canato até o século XVIII, enquanto seus vizinhos, o Canato de Cazã e o Canato de Astracã foram destruídos pelo crescente poderio do Império russo.

### Durante o Império Russo
A Guerra Russo-Turca de 1768-1774 resultou na derrota dos otomanos, e de acordo com o tratado de Küçük Kaynarca (1774) assinado após a guerra, a Crimeia se tornou independente e os otomanos renunciaram seus direitos políticos de proteger o Canato da Crimeia. Então o Império Russo violou o tratado e anexou o canato em 1783. Após a anexação, sob a pressão da colonização eslava, os tártaros da Crimeia começaram a abandonar seus lares e emigrarem para o Império Otomano em ondas contínuas. Particularmente, a Guerra da Crimeia de 1853-1856, as leis dos tratados de 1860-63 e a Guerra russo-otomana causaram um grande êxodo dos tártaros da Crimeia. O preciso número dos imigrantes é desconhecido, mas alguns pesquisadores estimam que um milhão de crimeanos abandonaram suas terras no século XIX. Muitos tártaros da Crimeia pereceram no processo de emigração, incluindo aqueles que se afogaram tentando cruzar o mar Negro. Hoje os descendentes desses emigrantes que se dispersaram no que ficou conhecido como ‘’Diáspora dos tártaros da Crimeia’’ vivem na Bulgária, Romênia e Turquia.
İsmail Gaspıralı (1851-1914) foi um renomado intelectual de etnia tártara da Crimeia, cujos esforços serviram de base para a modernização do Islã e a emergência da identidade nacional dos tártaros da Crimeia. O jornal bilíngue Terciman-Perevodchikem, em tártaro da Crimeia e em russo, circulou no período de 1883-1914 e teve um importante papel na emergência de uma nova consciência de unidade e nacionalidade junto a população túrquica em todo o Império Russo. O sistema educacional fundado por ele chegou a contar com 350 escolas na península da Crimeia dando origem a uma nova elite de tártaros da Crimeia. Após a Revolução Russa de 1917 essa nova elite que incluía Noman Çelebicihan e Cafer Seydamet proclamaram a primeira república democrática do mundo islâmico chamada República Popular da Crimeia em 26 de dezembro de 1917. No entanto, essa república durou pouco tempo, sendo destruída pelos bolcheviques em janeiro de 1918.

### Durante a União Soviética: 1917-1991

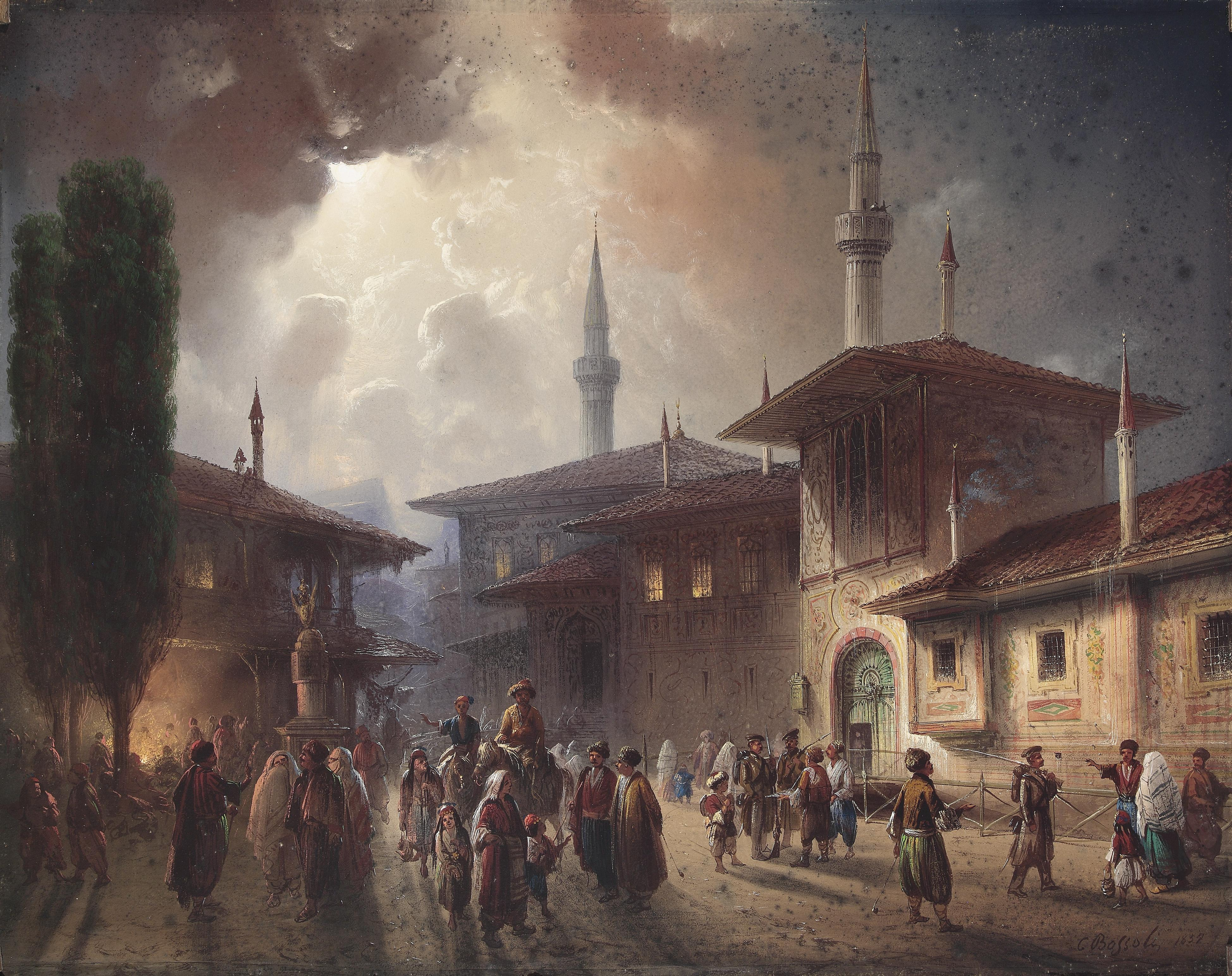
O Palácio do Khan da Criméia em Bakhchysaray por Carlo Bossoli

Durante o Grande Expurgo de Josef Stalin, líderes nacionalistas e intelectuais como  Veli Ibraimov e Bekir Çoban-zade (1893-1937), foram aprisionados e executados.
Durante a Segunda Guerra Mundial, a população inteira da Crimeia foi vítima das políticas soviéticas. No entanto, um grande número de tártaros da Crimeia serviu no Exército Vermelho e fez parte do movimento partidário da Crimeia durante a guerra. A existência da legião tártara, em colaboração com os líderes religiosos e políticos da Crimeia e com o exército da Alemanha nazista durante a ocupação alemã na península, serviu como pretexto para os soviéticos acusarem toda a população de tártaros da Crimeia de colaboradores do regime nazista. Pesquisadores modernos também destacam o fato de que a principal razão da política soviética em relação à Crimeia foi a posição estratégica da península, onde os tártaros eram vistos como uma ameaça. Essa crença é baseada em parte na analogia com vários outros casos de deportações de não-russos dos territórios marginais, assim como o fato de que outras populações como os gregos, armênios, e búlgaros também terem sido removidos da Crimeia.
Vários tártaros da Crimeia foram deportados em massa como forma de punição coletiva, em 18 de maio de 1944 como imigrantes especiais para a República Socialista Soviética Uzbeque e outras partes distantes da União Soviética. O decreto "Sobre os tártaros da Crimeia" descreve o repovoamento como um procedimento muito humano. A realidade descrita pelas vítimas em suas memórias é diferente. 46.3% dos tártaros da Crimeia realocados morreram de doenças e desnutrição. Esse evento é chamado Sürgün na língua tártara da Crimeia.
Embora o governo soviético tenha removido as acusações contra os tártaros da Crimeia em 1967, nada foi feito para facilitar a volta destes à Crimeia e tampouco houve retratação pelas vidas perdidas e terras confiscadas. Os tártaros da Crimeia não receberam permissão para voltar às suas terras até o início da Perestroika na década de 1980.

### Após a independência da Ucrânia
Hoje mais de 250 000 tártaros da Crimeia retornaram aos seus lares, lutando para restabelecer suas vidas e reivindicar seus direitos como nação diante muitos obstáculos econômicos e sociais. Em 1991, o líder dos tártaros da Crimeia fundou o Qurultay, ou parlamento, para atuar como um órgão representativo dos tártaros da Crimeia para cuidar dos assuntos desse povo junto ao governo central da Ucrânia, o parlamento estatal e órgãos internacionais. o Mejlis do povo tártaro da Crimeia é o corpo executivo do Qurultay.
Desde a década de 1990, o líder político dos tártaros da Crimeia e o primeiro-ministro do parlamento crimeano é o antigo dissidente soviético Mustafa Abdülcemil Qırımoğlu.
Os tártaros da Crimeia apoiaram Viktor Yushchenko na eleição presidencial da Ucrânia em 2004.